# XHXK-FM
XHXK-FM là đài phát thanh trên tần số 100.1 FM tại Poza Rica, Veracruz, được sở hữu và điều hành bởi Radio Fórmula.

## Lịch sử
XEXK-AM 1080 đã nhận được sự nhượng bộ vào ngày 20 tháng 1 năm 1972. Nó được sở hữu bởi Radio Poza Rica, SA và hoạt động như một máy phát điện ban ngày 250 watt. Vào năm 1978, 1986 và 1987, những thay đổi kỹ thuật đã được phê duyệt đã tăng trạm lên 500 watt (năm 1978), thêm dịch vụ ban đêm 100 watt (năm 1986) và tăng lên 250 watt (năm 1987). Nó tiếp tục tăng sức mạnh lên 10.000 watt vào năm 1994 và được bán cho Radio Fórmula vào năm 2000.
XEXK được ủy quyền chuyển sang FM vào tháng 11 năm 2010 và ngay sau đó được chuyển đến trang phát của chính nó, tách biệt với Radiorama Poza Rica.